# 綾南ダム
綾南ダム（あやみなみダム）は、宮崎県小林市須木柚園国有林内、一級河川・大淀川水系本庄川に建設されたダムである。

## 概要
大淀川水系最大の支流である本庄川本流の上流に位置するダムで、支流の綾北川の綾北ダムと古賀根橋ダム、田代八重ダムとともに本庄川、大淀川の洪水調節を行っている。
ダムによって形成されたダム湖は小野湖と命名された。なお、山口県宇部市にある厚東川ダム湖も「小野湖」と命名されている（こちらはダム湖百選）。

## 周辺
周辺は九州中央山地国定公園の区域であり、名水百選 - 綾川湧水群、水源の森百選 - 綾の照葉樹林「21世紀に残したい日本の自然百選」- 綾渓谷の照葉樹林、森林浴の森百選 - 九州中央山地国定公園綾地区にも選定されている。